# غل تشهر أباد سادات محمودي (سادات محمودي)
غل تشهر أباد سادات محمودي (بالفارسية: گل چهرآباد سادات محمودی) هي قرية تقع في إيران في قسم سادات محمودي الريفي. يقدر عدد سكانها بـ 115 نسمة .